# Witkeelkoningstiran
De witkeelkoningstiran (Tyrannus albogularis) is een zangvogel uit de familie Tyrannidae (Tirannen).

## Verspreiding en leefgebied
Deze soort komt voor van zuidelijk Venezuela en de Guyana's tot noordelijk Bolivia en Amazonisch Brazilië.

## Status
De grootte van de populatie is niet gekwantificeerd maar de soort wordt omschreven als vrij algemeen maar met een versnipperde verspreiding. Op de Rode lijst van de IUCN heeft deze soort de status niet bedreigd.